# Campionati europei di nuoto in vasca corta 2006
I campionati europei di nuoto in vasca corta 2005 sono stati la XIII edizione dei campionati continentali. Si sono svolti dall'8 all'11 dicembre 2005 presso la piscina del Centro Federale Bruno Bianchi di Trieste, in Italia.

## Risultati

### Uomini
| Evento                        | Oro                                                                  | Perform. | Argento                                                            | Perform. | Bronzo                                                                      | Perform. |
| Stile libero                  |                                                                      |          |                                                                    |          |                                                                             |          |
| 50 m (07.12)                  | Eduardo Lorente Ginesta Spagna                                       | 21"53    | Milorad Čavić Serbia                                               | 21"60    | Julien Sicot Francia                                                        | 21"68    |
| 100 m (09.12)                 | Filippo Magnini Italia                                               | 46"81    | Stefan Nystrand Svezia                                             | 47"05    | Alain Bernard Francia                                                       | 47"24    |
| 200 m (10.12)                 | Filippo Magnini Italia                                               | 1'42"54  | Massimiliano Rosolino Italia                                       | 1'44"17  | Paweł Korzeniowski Polonia                                                  | 1'44"41  |
| 400 m (07.12)                 | Yuri Prilukov Russia                                                 | 3'39"02  | Przemysław Stańczyk Polonia                                        | 3'39"92  | Paweł Korzeniowski Polonia                                                  | 3'40"40  |
| 1500 m (09.12)                | Yuri Prilukov Russia                                                 | 14'16"13 | Mateusz Sawrymowicz Polonia                                        | 14'28"43 | Sébastien Rouault Francia                                                   | 14'39"06 |
| Dorso                         |                                                                      |          |                                                                    |          |                                                                             |          |
| 50 m (08.12)                  | Helge Meeuw Germania                                                 | 23"70    | Thomas Rupprath Germania                                           | 23"92    | Ľuboš Križko Slovacchia                                                     | 24"19    |
| 100 m (10.12)                 | Arkadi Viachanin Russia                                              | 51"11    | Helge Meeuw Germania                                               | 51"16    | Thomas Rupprath Germania                                                    | 52"02    |
| 200 m (07.12)                 | Arkadi Viachanin Russia                                              | 1'49"98  | Helge Meeuw Germania                                               | 1'53"45  | Răzvan Florea Romania                                                       | 1'53"71  |
| Rana                          |                                                                      |          |                                                                    |          |                                                                             |          |
| 50 m (09.12)                  | Oleg Lisogor Ucraina                                                 | 26"50    | Alessandro Terrin Italia                                           | 26"92    | Darren Mew Gran Bretagna                                                    | 27"23    |
| 100 m (08.12)                 | Oleg Lisogor Ucraina                                                 | 58"14    | Valeri Dymo Ucraina                                                | 58"64    | Alexander Dale Oen Norvegia                                                 | 58"70    |
| 200 m (10.12)                 | Dániel Gyurta Ungheria                                               | 2'06"58  | Sławomir Kuczko Polonia                                            | 2'06"61  | Paolo Bossini Italia                                                        | 2'07"13  |
| Farfalla                      |                                                                      |          |                                                                    |          |                                                                             |          |
| 50 m (10.12)                  | Aleksej Puninski Croazia                                             | 23"21    | Thomas Rupprath Germania                                           | 23"34    | Örn Arnarson Islanda                                                        | 23"55    |
| 100 m (08.12)                 | Milorad Čavić Serbia                                                 | 50"63    | Peter Mankoč Slovenia                                              | 50"78    | Nikolai Skvortsov Russia                                                    | 51"17    |
| 200 m (09.12)                 | Paweł Korzeniowski Polonia                                           | 1'52"33  | László Cseh Ungheria                                               | 1'53"08  | Nikolai Skvortsov Russia                                                    | 1'53"10  |
| Misti                         |                                                                      |          |                                                                    |          |                                                                             |          |
| 100 m (10.12)                 | Peter Mankoč Slovenia                                                | 53"05    | Vytautas Janušaitis Lituania                                       | 53"66    | Aleksander Hetland Norvegia                                                 | 53"70    |
| 200 m (07.12)                 | László Cseh Ungheria                                                 | 1'54"43  | Vytautas Janušaitis Lituania                                       | 1'56"20  | Tamás Kerékjártó Ungheria                                                   | 1'57"12  |
| 400 m (08.12)                 | Luca Marin Italia                                                    | 4'01"71  | László Cseh Ungheria                                               | 4'03"39  | Ioannis Drymonakos Grecia                                                   | 4'05"94  |
| Staffette                     |                                                                      |          |                                                                    |          |                                                                             |          |
| 4 × 50 m stile libero (10.12) | Svezia Stefan Nystrand Petter Stymne Marcus Piehl Jonas Tilly        | 1'24"89  | Francia Frédérick Bousquet Julien Sicot David Maître Alain Bernard | 1'25"16  | Paesi Bassi Johan Kenkhuis Bas van Velthoven Robin van Aggele Mitja Zastrow | 1'26"03  |
| 4 × 50 m misti (07.12)        | Germania Helge Meeuw Johannes Neumann Thomas Rupprath Jens Schreiber | 1'34"06  | Finlandia Tero Räty Jarno Pihlava Jere Hård Matti Rajakylä         | 1'34"95  | Italia Cesare Pizzirani Alessandro Terrin Rudy Goldin Filippo Magnini       | 1'35"20  |

### Donne
| Evento                        | Oro                                                                             | Perform. | Argento                                                                          | Perform. | Bronzo                                                                         | Perform. |
| Stile libero                  |                                                                                 |          |                                                                                  |          |                                                                                |          |
| 50 m (10.12)                  | Marleen Veldhuis Paesi Bassi                                                    | 23"69    | Therese Alshammar Svezia                                                         | 23"76    | Hanna-Maria Seppälä Finlandia                                                  | 24"57    |
| 100 m (08.12)                 | Marleen Veldhuis Paesi Bassi                                                    | 52"41    | Alena Popchanka Francia                                                          | 52"91    | Josefin Lillhage Svezia                                                        | 53"09    |
| 200 m (10.12)                 | Alena Popchanka Francia                                                         | 1'54"25  | Otylia Jędrzejczak Polonia                                                       | 1'54"39  | Josefin Lillhage Svezia                                                        | 1'54"75  |
| 400 m (09.12)                 | Laure Manaudou Francia                                                          | 3'56"09  | Federica Pellegrini Italia                                                       | 3'59"96  | Joanne Jackson Gran Bretagna                                                   | 4'01"48  |
| 800 m (08.12)                 | Laure Manaudou Francia                                                          | 8'12"24  | Anastasiya Ivanenko Russia                                                       | 8'18"09  | Erika Villaécija García Spagna                                                 | 8'20"09  |
| Dorso                         |                                                                                 |          |                                                                                  |          |                                                                                |          |
| 50 m (09.12)                  | Janine Pietsch Germania                                                         | 27"32    | Iryna Amshennikova Ucraina                                                       | 27"44    | Anna Gostomelsky Israele                                                       | 27"50    |
| 100 m (08.12)                 | Laure Manaudou Francia                                                          | 57"87    | Antje Buschschulte Germania                                                      | 58"20    | Iryna Amshennikova Ucraina                                                     | 59"03    |
| 200 m (10.12)                 | Esther Baron Francia                                                            | 2'04"08  | Iryna Amshennikova Ucraina                                                       | 2'04"57  | Elizabeth Simmonds Gran Bretagna                                               | 2'05"74  |
| Rana                          |                                                                                 |          |                                                                                  |          |                                                                                |          |
| 50 m (07.12)                  | Janne Schäfer Germania                                                          | 30"43    | Kate Haywood Gran Bretagna                                                       | 30"88    | Yelena Bogomazova Russia                                                       | 30"98    |
| 100 m (10.12)                 | Anna Jlistunova Ucraina                                                         | 1'05"73  | Kirsty Balfour Gran Bretagna                                                     | 1'06"57  | Janne Schäfer Germania                                                         | 1'07"32  |
| 200 m (08.12)                 | Kirsty Balfour Gran Bretagna                                                    | 2'21"82  | Anne Poleska Germania                                                            | 2'23"12  | Beata Kamińska Polonia                                                         | 2'24"87  |
| Farfalla                      |                                                                                 |          |                                                                                  |          |                                                                                |          |
| 50 m (08.12)                  | Therese Alshammar Svezia                                                        | 25"36    | Inge Dekker Paesi Bassi                                                          | 25"65    | Anna-Karin Kammerling Svezia                                                   | 25"92    |
| 100 m (10.12)                 | Antje Buschschulte Germania                                                     | 56"94    | Inge Dekker Paesi Bassi                                                          | 57"19    | Martina Moravcová Slovacchia                                                   | 57"59    |
| 200 m (07.12)                 | Otylia Jędrzejczak Polonia                                                      | 2'04"04  | Beatrix Boulsevicz Ungheria                                                      | 2'06"73  | Jessica Dickons Gran Bretagna                                                  | 2'07"36  |
| Misti                         |                                                                                 |          |                                                                                  |          |                                                                                |          |
| 100 m (09.12)                 | Hanna-Maria Seppälä Finlandia                                                   | 1'00"45  | Hanna Dzerkal' Ucraina                                                           | 1'00"50  | Sviatlana Jajlova Bielorussia                                                  | 1'00"78  |
| 200 m (07.12)                 | Katarzyna Baranowska Polonia                                                    | 2'09"47  | Camille Muffat Francia                                                           | 2'10"83  | Aleksandra Urbańczyk Polonia                                                   | 2'10"89  |
| 400 m (10.12)                 | Alessia Filippi Italia                                                          | 4'31"58  | Katarzyna Baranowska Polonia                                                     | 4'32"78  | Anastasiya Ivanenko Russia                                                     | 4'33"46  |
| Staffette                     |                                                                                 |          |                                                                                  |          |                                                                                |          |
| 4 × 50 m stile libero (08.12) | Germania Janine Pietsch Janne Schäfer Antje Buschschulte Daniela Samulski       | 1'47"55  | Svezia Therese Alshammar Rebecca Ejdervik Anna-Karin Kammerling Josefin Lillhage | 1'48"14  | Gran Bretagna Elizabeth Simmonds Kate Haywood Rosalind Brett Francesca Halsall | 1'48"26  |
| 4 × 50 m misti (09.12)        | Svezia Magdalena Kuras Therese Alshammar Anna-Karin Kammerling Josefin Lillhage | 1'36"61  | Paesi Bassi Inge Dekker Saskia de Jonge Chantal Groot Marleen Veldhuis           | 1'37"27  | Germania Daniela Samulski Daniela Götz Meike Freitag Annika Lurz               | 1'38"50  |

## Medagliere
| Pos.   | Paese         | Oro | Argento | Bronzo | Totale |
| ------ | ------------- | --- | ------- | ------ | ------ |
| 1      | Germania      | 6   | 6       | 3      | 15     |
| 2      | Francia       | 5   | 3       | 3      | 11     |
| 3      | Italia        | 4   | 3       | 2      | 9      |
| 4      | Russia        | 4   | 1       | 4      | 9      |
| 5      | Polonia       | 3   | 5       | 4      | 12     |
| 6      | Ucraina       | 3   | 4       | 1      | 8      |
| 7      | Svezia        | 3   | 3       | 3      | 9      |
| 8      | Ungheria      | 2   | 3       | 1      | 6      |
| 8      | Paesi Bassi   | 2   | 3       | 1      | 6      |
| 10     | Gran Bretagna | 1   | 2       | 5      | 8      |
| 11     | Finlandia     | 1   | 1       | 1      | 3      |
| 12     | Slovenia      | 1   | 1       | 0      | 2      |
| 12     | Serbia        | 1   | 1       | 0      | 2      |
| 14     | Spagna        | 1   | 0       | 1      | 2      |
| 15     | Croazia       | 1   | 0       | 0      | 1      |
| 16     | Lituania      | 0   | 2       | 0      | 2      |
| 17     | Norvegia      | 0   | 0       | 2      | 2      |
| 17     | Slovacchia    | 0   | 0       | 2      | 2      |
| 19     | Bielorussia   | 0   | 0       | 1      | 1      |
| 19     | Grecia        | 0   | 0       | 1      | 1      |
| 19     | Islanda       | 0   | 0       | 1      | 1      |
| 19     | Israele       | 0   | 0       | 1      | 1      |
| 19     | Romania       | 0   | 0       | 1      | 1      |
| Totale | Totale        | 38  | 38      | 38     | 114    |